# Sinatra-doktrína
A Sinatra-doktrína a kései Szovjetuniónak a keleti blokk többi országához való megváltozott viszonyát jelölő doktrína némileg humoros elnevezése. A korábbi agresszív Brezsnyev-doktrína érvénytelenségét kimondó – Gennagyij Geraszimov, a Szovjetunió Külügyminisztériuma Információs Osztályának vezetője által megfogalmazott – politikai irányváltás 1989 októberében következett be. Az elmélet elnevezése Frank Sinatra egyik híres dalára, a My Way (Saját utam) című slágerre utal. Eszerint a reformok útján járó szovjet vezetés nem ellenzi az európai szocialista országokban a hasonló ("saját út") folyamatok terjedését és nem avatkozik be többé a belső ügyeikbe. Ez látványos szakítást jelentett az addig súlyos következményekkel járó Brezsnyev-doktrínával és lehetővé tette külpolitikailag, hogy megindulhassanak a rendszerváltás néven ismert folyamatok a keleti blokk országaiban.